# Brněnská divadla
Brněnská divadla byla organizace, tvořící administrativní sloučení tří brněnských divadelních scén, která existovala od května 1988 do března 1990. Jednotlivá divadla zastřešená tímto administrativním komplexem byla na sobě nezávislá z hlediska umělecké činnosti, v každém z nich působil samostatný umělecký šéf. V čele Brněnských divadel stál společný ředitel, jímž byl po celou dobu Vladimír Kulendík. Zřizovatelem uskupení byl Jihomoravský krajský národní výbor. Po zrušení organizace Brněnská divadla se tři členská divadla k 1. dubnu 1990 opět osamostatnila a přešla do správy města Brna.

## Soubory začleněné do Brněnských divadel
- Divadlo bratří Mrštíků
- Satirické divadlo Večerní Brno
- Divadlo Radost